# Премијер Исланда
Премијер Исланда (исл. Forsætisráðherra Íslands) је шеф Кабинета Исланда. Именује га предсједник Исланда и он врши извршну власт заједно са Кабинетом. Премијер обично долази из партије која је победила на изборима за Алтинг.